# Slam Creepers
Slam Creepers var en svensk musikgrupp som bildades 1962 i Vansbro.
I gruppen ingick från början Björn Skifs, Lollo Svensson, Kenneth Windahl, Janne Fakt och Lars Christians. Kent Igelström ersatte Fakt 1968. Gruppen vann Sveriges Radios popbandstävling 1966. Slam Creepers uppträdde även i England och i Belgien. Gruppen upplöstes 1969, men återuppstod tillfälligt 1986 när Björn Skifs var hedersgäst i TV-programmet "Här är ditt liv".
Efter gruppens upplösning blev Lars Christians medlem i partybandet Bortalaget.